# Neusticomys vossi
Neusticomys vossi — вид ссавців родини Cricetidae. Зустрічається на півдні Колумбії та півночі Еквадору. Він має довжину від голови до крупа 103 мм, хвіст 108 мм і лапи 27 мм. Вид був названий на честь американського теріолога Роберта С. Восса.